# Перепёлкин, Алексей Павлович
Алексей Павлович Перепёлкин (1849, Тула — после 1920) — директор Московской земледельческой школы.

## Биография
Мать — урождённая Епанчина. Учился в Тульской гимназии и в Петровской земледельческой и лесной академии, где и кончил курс в 1871 году.
В 1874 году он был командирован за границу, где слушал лекции в Парижском национальном институте, в Лейпцигском университете и работал на агрономической станции профессора Стомана. В 1877 году Перепёлкин занял место старшего учителя зоотехнии, анатомии и физиологии животных в Харьковском земледельческом училище, а в 1879 году переведён преподавателем в Московскую земледельческую школу, где вскоре был избран директором школы и Бутырского учебного хутора. На протяжении 1890—1891 годов — секретарь Комитета скотоводства, а затем секретарь Московского общества сельского хозяйства, которое в день своего 75-летнего юбилея (1895) наградило его большой золотой медалью и избранием в почётные члены. Был произведён 14 мая 1896 года в действительные статские советники. Вместе с А. С. Ермоловым он участвовал в обследовании состояния тонкорунного овцеводства на юге России. Эксперт на Всероссийской выставке домашних животных в Москве (1882), а также на международной выставке мериносов в Харькове (1884).
Был причислен к Главному управлению земледелия и землеустройства. был награждён орденами: Св. Анны 3-й ст. (1886), Св. Владимира 3-й ст. (1892), Св. Станислава 1-й ст. (1899), а также Св. Анны 1-й ст. (1911).
С 17 сентября 1918 года работал в Румянцевском музее — был заведующим сельскохозяйственным научным отделом.